# 500 Milhas de Indianápolis de 1968
Resultados das 500 Milhas de Indianápolis de 1968 ocorrida no Indianapolis na quinta-feira, 30 de Maio de 1968.
| Pos final | Pos inicial | N.º | Nome                  | Qual    | Rank | Voltas | Led | Posição         |
| --------- | ----------- | --- | --------------------- | ------- | ---- | ------ | --- | --------------- |
| 1         | 3           | 3   | Bobby Unser           | 169.507 | 3    | 200    | 127 | Corrida         |
| 2         | 10          | 48  | Dan Gurney            | 166.512 | 10   | 200    | 0   | Corrida         |
| 3         | 17          | 15  | Mel Kenyon            | 165.191 | 14   | 200    | 0   | Corrida         |
| 4         | 20          | 42  | Denny Hulme           | 164.189 | 19   | 200    | 0   | Corrida         |
| 5         | 5           | 25  | Lloyd Ruby            | 167.613 | 5    | 200    | 42  | Corrida         |
| 6         | 26          | 59  | Ronnie Duman          | 162.338 | 27   | 200    | 0   | Corrida         |
| 7         | 23          | 98  | Bill Vukovich II      | 163.510 | 23   | 198    | 0   |                 |
| 8         | 27          | 90  | Mike Mosley           | 162.499 | 26   | 197    | 0   |                 |
| 9         | 31          | 94  | Sammy Sessions        | 162.118 | 31   | 197    | 0   |                 |
| 10        | 25          | 6   | Bobby Grim            | 162.866 | 25   | 196    | 0   |                 |
| 11        | 24          | 16  | Bob Veith             | 163.495 | 24   | 196    | 0   |                 |
| 12        | 1           | 60  | Joe Leonard           | 171.599 | 1    | 191    | 31  | Fuel Shaft      |
| 13        | 11          | 20  | Art Pollard           | 166.297 | 11   | 188    | 0   | Fuel Shaft      |
| 14        | 13          | 82  | Jim McElreath         | 165.327 | 13   | 179    | 0   |                 |
| 15        | 28          | 84  | Carl Williams         | 162.323 | 28   | 163    | 0   | Choque BS       |
| 16        | 18          | 10  | Bud Tingelstad        | 164.444 | 17   | 158    | 0   | Pressão de Oleo |
| 17        | 12          | 54  | Wally Dallenbach, Sr. | 165.548 | 12   | 148    | 0   | Motor           |
| 18        | 21          | 18  | Johnny Rutherford     | 163.830 | 21   | 125    | 0   | Choque T4       |
| 19        | 2           | 70  | Graham Hill           | 171.208 | 2    | 110    | 0   | Choque T2       |
| 20        | 8           | 1   | A.J. Foyt             | 166.821 | 8    | 86     | 0   |                 |
| 21        | 19          | 45  | Ronnie Bucknum        | 164.211 | 18   | 76     | 0   |                 |
| 22        | 14          | 27  | Jim Malloy            | 165.032 | 15   | 64     | 0   |                 |
| 23        | 15          | 78  | Jerry Grant           | 164.782 | 16   | 50     | 0   | Oleo            |
| 24        | 22          | 11  | Gary Bettenhausen     | 163.562 | 22   | 43     | 0   | Accident T1     |
| 25        | 32          | 21  | Arnie Knepper         | 161.900 | 32   | 42     | 0   | Accident T1     |
| 26        | 6           | 24  | Al Unser              | 167.069 | 6    | 40     | 0   | Choque T1       |
| 27        | 9           | 4   | Gordon Johncock       | 166.775 | 9    | 37     | 0   |                 |
| 28        | 33          | 64  | Larry Dickson         | 161.124 | 33   | 24     | 0   | Piston          |
| 29        | 7           | 8   | Roger McCluskey       | 166.976 | 7    | 16     | 0   | Oil Filter      |
| 30        | 30          | 56  | Jim Hurtubise         | 162.191 | 30   | 9      | 0   | Piston          |
| 31        | 29          | 29  | George Snider         | 162.264 | 29   | 9      | 0   | Oleo            |
| 32        | 16          | 35  | Jochen Rindt          | 164.144 | 20   | 5      | 0   | Piston          |
| 33        | 4           | 2   | Mario Andretti        | 167.691 | 4    | 2      | 0   | Piston          |